# Nancy Landon Kassebaum
Nancy Landon Kassebaum (Topeka, Kansas, 1932. július 29. – , ) az Amerikai Egyesült Államok szenátora (Kansas, 1979–1997).